# シャンカル (映画監督)
シャンカル（Shankar、1963年8月17日 - ）は、インドのタミル語映画で活動する映画監督。インド映画界のヒットメーカーの1人であり、タミル語映画界におけるヴィジランテ映画のパイオニアとして知られている。A・R・ラフマーンとは10作品以上仕事を共にしており、豊かで革新的な映画製作の功績から多くの映画賞を受賞している。

## 生い立ち
現在のタミル・ナードゥ州クンバコナムで生まれ、セントラル・ポリテクニック・カレッジで機械工学を学んだ後、映画業界の道に進む。シャンカールは自身の撮影チームが製作したドラマ・ステージショーを偶然鑑賞したS・A・チャンドラシェーカルに見出されて脚本家として起用された。元々は俳優志望だったシャンカルは監督業の道に進み、後にインド映画界のヒットメーカーの1人に挙げられる人気監督となった。

## キャリア

### 1990年代
シャンカルはチャンドラシェーカルやパヴィトランのアシスタントとしてキャリアをスタートさせた。1990年公開のチャンドラシェーカル監督作品『Jai Shiv Shankar』では助監督を務め、1993年に『Gentleman』で監督デビューを果たした。アルジュン・サルジャーが主演を務めた同作は当時のタミル語映画としては高額の予算で製作され、批評家からも高い評価を得てブロックバスターを記録した。また、同作で音楽を手掛けたA・R・ラフマーンは、これ以降もシャンカルの監督作品の作曲を手掛けるようになった。1994年に『Kadhalan』を製作した。1996年には『インドの仕置人』を製作し、同作はアカデミー外国語映画賞インド代表作品に選出されている。1998年に公開された『ジーンズ 世界は2人のために』は同年公開のインド映画で最高額の興行収入を記録した。1999年公開の『Mudhalvan』では初めてプロデューサーを務めている。

### 2000年代

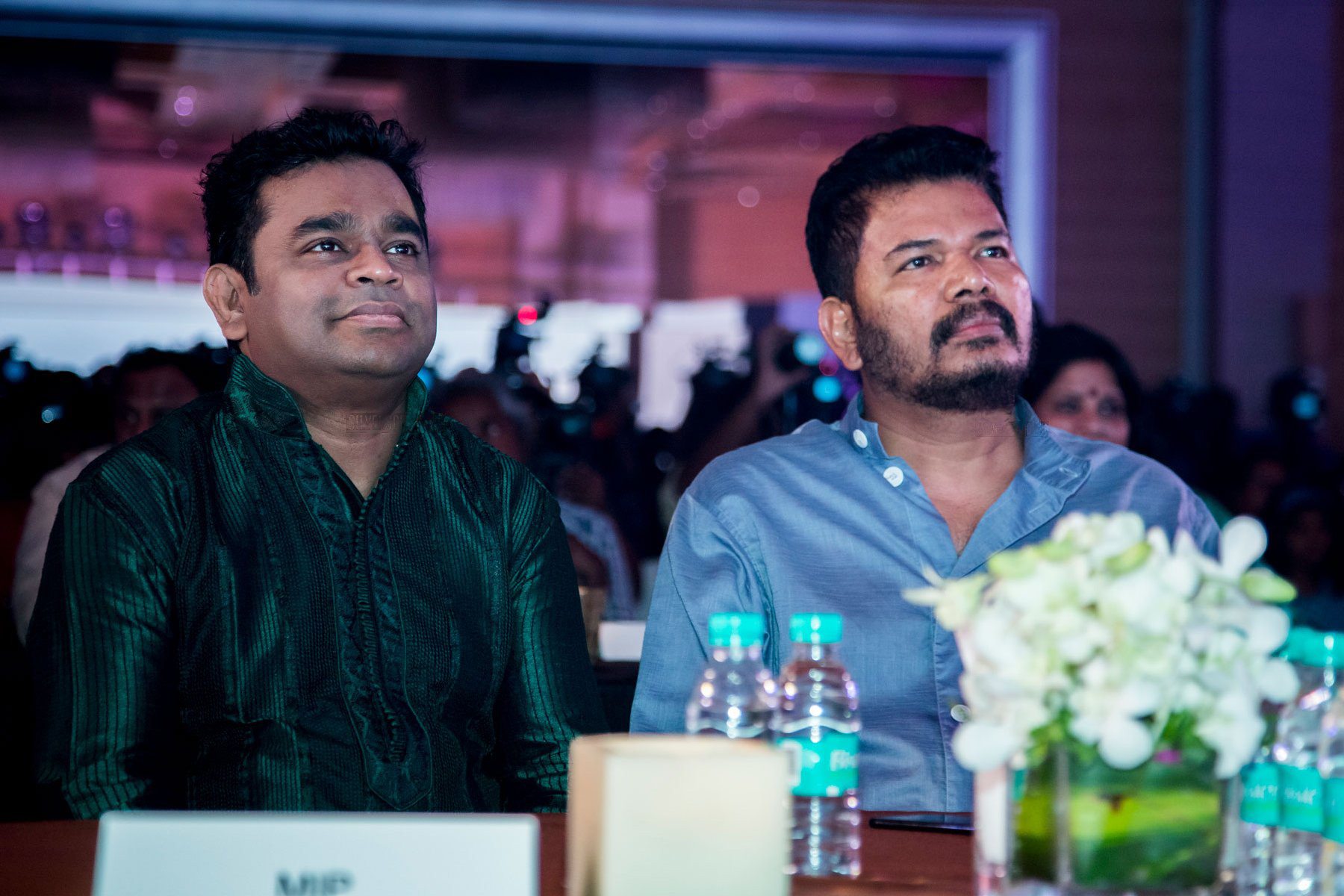
シャンカルとラフマーン

2001年に『Mudhalvan』をヒンディー語でリメイクした『Nayak』を製作し、ボリウッドデビューを果たした。しかし、同作はマーケティングの貧弱さ、高額な製作費と配給料が原因で興行的に失敗したものの、一方でカルト的な人気も集めている。シャンカルは次に「Robot」というSF映画の製作に取り掛かったが、主演に起用する予定だったカマル・ハーサンが多忙なスケジュールのため参加できず、また予算の関係で製作が中断している。
2003年にミュージカル映画『Boys』を製作するが、平均的な評価に終わっている。2005年には『Anniyan』を製作し、ヴィクラムが1人3役を演じている。同作は2005年公開のタミル語映画興行収入ランキング第2位となった。同作公開後、シャンカールはラジニカーント、AVMプロダクションと共同で次回作の製作を始め、6億ルピーの製作費をかけて『ボス その男シヴァージ』を製作した。シャンカルは1億ルピーの報酬を受け取り、2年間の製作期間を経て2007年に同作は公開され、同年最も高い収益を上げたタミル語映画の一つとなった。

### 2010年代
『ボス その男シヴァージ』公開後、シャンカルはラジニカーント、アイシュワリヤー・ラーイ・バッチャンを起用した映画の製作を開始し、2010年に『ロボット』として公開された。同作はタミル語映画史上最も高い収益を上げた映画の一つに挙げられている。同作の成功後、ヴィジャイ、ジーヴァー、シュリーカーントを起用して『きっと、うまくいく』のリメイクに取りかかり、『Nanban』として公開された。2012年6月12日に次回作『マッスル 踊る稲妻』の製作を発表した。同作は2015年に公開され、公開19日間で20億ルピーの興行収入を記録した。2018年には『ロボット』の続編『ロボット2.0』が公開された。

## フィルモグラフィ
- Gentleman（1993年） - 監督、脚本
- Kadhalan（1994年） - 監督、脚本
- インドの仕置人（1996年） - 監督、脚本
- ジーンズ 世界は2人のために（1998年） - 監督、脚本
- Mudhalvan（1999年） - 監督、製作、脚本
- Nayak（2001年） - 監督、脚本
- Boys（2003年） - 監督、脚本
- Kaadhal（2004年） - 製作
- Anniyan（2005年） - 監督、脚本
- Imsai Arasan 23rd Pulikecei（2006年） - 製作
- Veyil（2006年） - 製作
- ボス その男シヴァージ（2007年） - 監督、脚本
- Kalloori（2007年） - 製作
- Arai En 305-il Kadavul（2008年） - 製作
- Eeram（2009年） - 製作
- Rettaisuzhi（2010年） - 製作
- Anandhapurathu Veedu（2010年） - 製作
- ロボット（2010年） - 監督、脚本
- Nanban（2012年） - 監督
- マッスル 踊る稲妻（2015年） - 監督、脚本
- ロボット2.0（2018年） - 監督、脚本